# Muhammad VI. ibn Arafa
Mohammed ibn Arafa (arabisch محمد بن عرفة, DMG Muḥammad b. ʿArafa; * 1889 in Fès; † 17. Juli 1976 in Nizza) war von 1953 bis 1955 Sultan von Marokko. Er wurde von der französischen Regierung als Herrscher über Marokko eingesetzt, nachdem sein Neffe, der amtierende Sultan von Marokko, Mohammed V., von der französischen Protektoratsverwaltung gestürzt worden war.
Seine Eltern waren Mulay Arafa bin Muhammad, zeitweise Kalif von Fès, und dessen zweite Frau Lalla Nufissa bint Glawi, aus dem berberischen Glaoui-Clan, dessen Oberhaupt Thami El Glaoui war. Er wurde am 15. August 1953 in Marrakesch zum Imam proklamiert. Von der französischen Protektoratsbehörde wurde er zum Sultan von Marokko, Sultan von Fès, Tafilet, Marrakesch und Sus al-Aksa und zum Amir al-Mu'minin proklamiert. Er wurde im Dar al-Makhzen (Haus des Makhzen) in Rabat am 10. Dezember 1953 als französische Marionette auf den Thron gesetzt. Seine unbegründeten Herrschaftsansprüche wurden nahezu ausnahmslos von der marokkanischen Gesellschaft abgelehnt. Selbst das Protektorat Spanisch-Marokko erkannte seine Regierung nicht an. Es kam zu Streikwellen, in deren Folge er sich am 1. Oktober im internationalen Tanger verschanzte, am 30. Oktober 1955 abdankte und nach Frankreich ins Exil ging. Er wurde vom französischen Präsidenten am 10. Dezember 1953 mit dem Großkreuz der Ehrenlegion dekoriert.